# Verbőczy Antal
Verbőczy Antal (Budapest, 1948. október 11. – Budapest, 1982. július 22.) költő, író.

## Pályája
1968-ban az Első Ének, 1971-ben A magunk kenyerén c. antológiákban jelentek meg versei. 1982-ben Talán az elefánt c. mesekönyvéért nívódíjat kapott. További három könyve halála után jelenhetett csak meg. Ugyancsak posztumusz kerültek be versei az 1986-ban kiadott Kalapvásár c. kortárs magyar költők gyerekverseiből válogatott antológiába.
33 évesen rákban hunyt el.

## Megjelent kötetei
- Talán az elefánt (mesék, 1981)
- Kereszt-levél a századvégre (versek, 1983)
- Buksi nem válogatós (mesék, 1984)
- A sértődött szélkakas (gyerekversek, 1985)
- Talán az elefánt; Akadémiai, Bp., 2010 (Mesetárs)